# Ectopatria mundoides
Ectopatria mundoides là một loài bướm đêm thuộc họ Noctuidae. Nó được tìm thấy ở khắp Chính quốc Úc.